# Maison de Jim Thompson
La maison de Jim Thompson est un musée situé dans le quartier moderne de  Pathum Wan à Bangkok, en Thaïlande. Elle a été construite à partir des années 1950 par l'homme d'affaires et aventurier américain Jim Thompson, qui avait pour ambition de relancer l'industrie de la soie thaïlandaise, alors en déclin,. Elle se trouve au bord d'un khlong (canal).
Amoureux de l'art asiatique, il racheta six belles maisons traditionnelles conservées en excellent état :
- la plus grande maison provient de Ban Khrua, quartier de Pathum Wan à Bangkok ;
- une autre provient de l'ancien  quartier malais à Bang Lamphu, quartier de Phra Nakhon, au nord de l'îlot Rattanakosin à Bangkok ;
- et les quatre autres ont été achetées à Ayutthaya sans doute dans un quartier de musulmans, puis transportées et remontées ensemble à Bangkok : elles pourraient avoir une lointaine origine chame.

Cet ensemble de superbes maisons anciennes n'est cependant pas, comme c'est souvent écrit, un exemple d'architecture thaïe traditionnelle : la résidence de Kukrit Pramoj et la Kamthieng House de la Siam Society sont à cet égard des modèles d'architecture thaïe bien plus authentiques.
Cette maison servit à Jim Thompson à entreposer ses collections de meubles et de céramiques Bencharong (Benjarong)
Jim Thompson disparut mystérieusement à Cameron Highlands en Malaisie en 1967, et selon sa volonté sa maison devint un musée. Située dans un parc luxuriant, elle est aujourd'hui une des attractions touristiques de Bangkok.

## Galeries

Maison de Jim Thompson
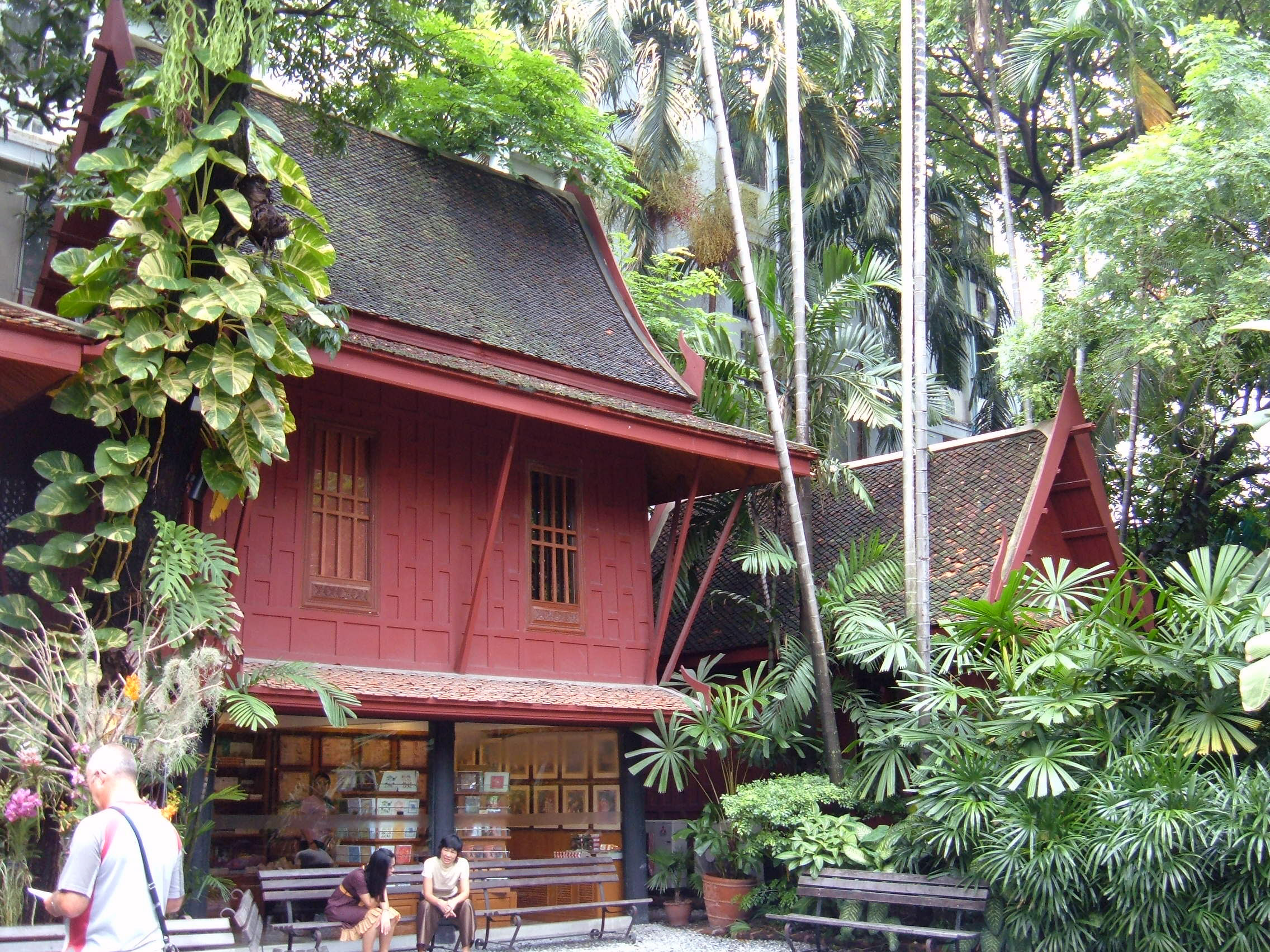
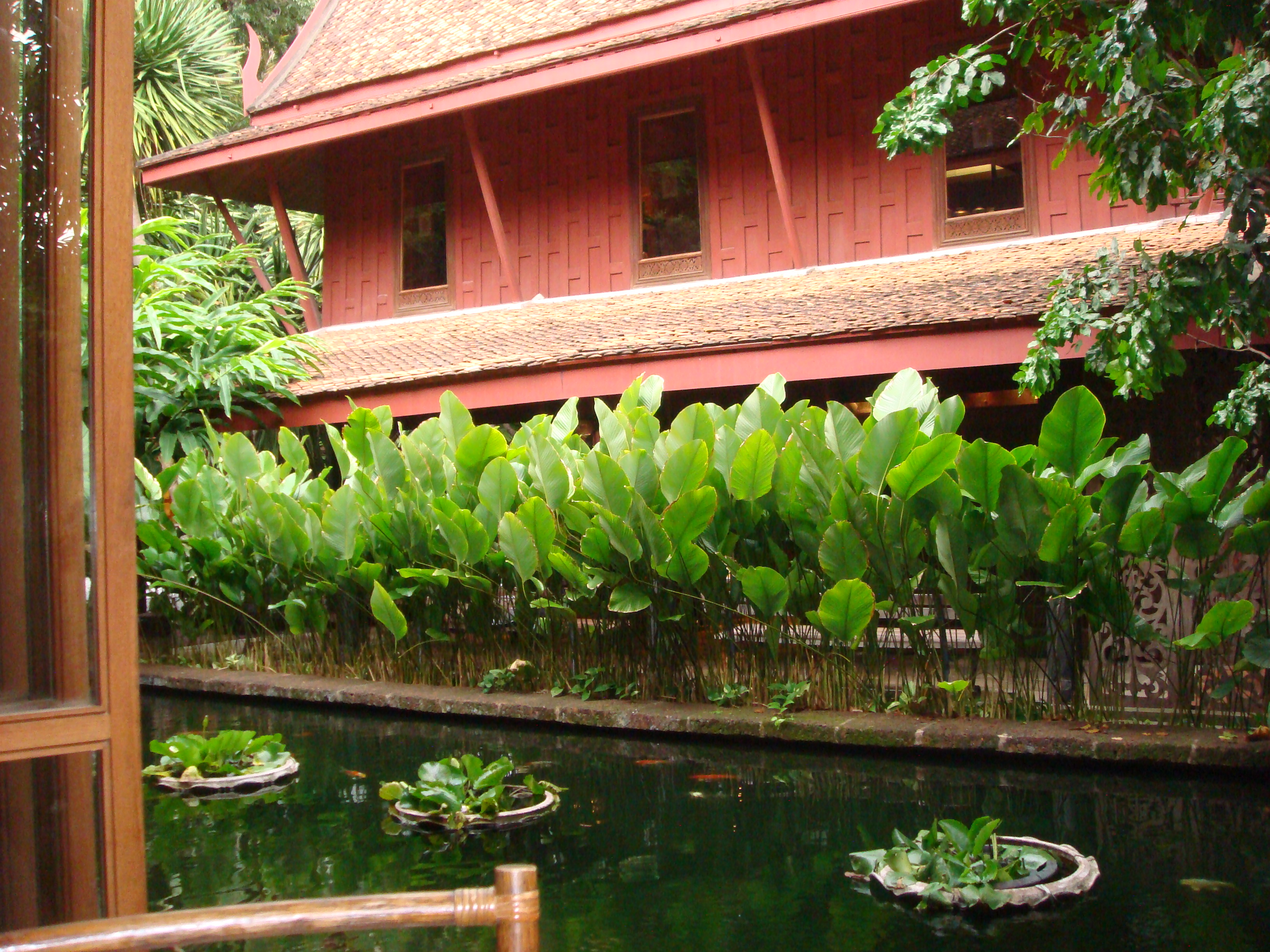
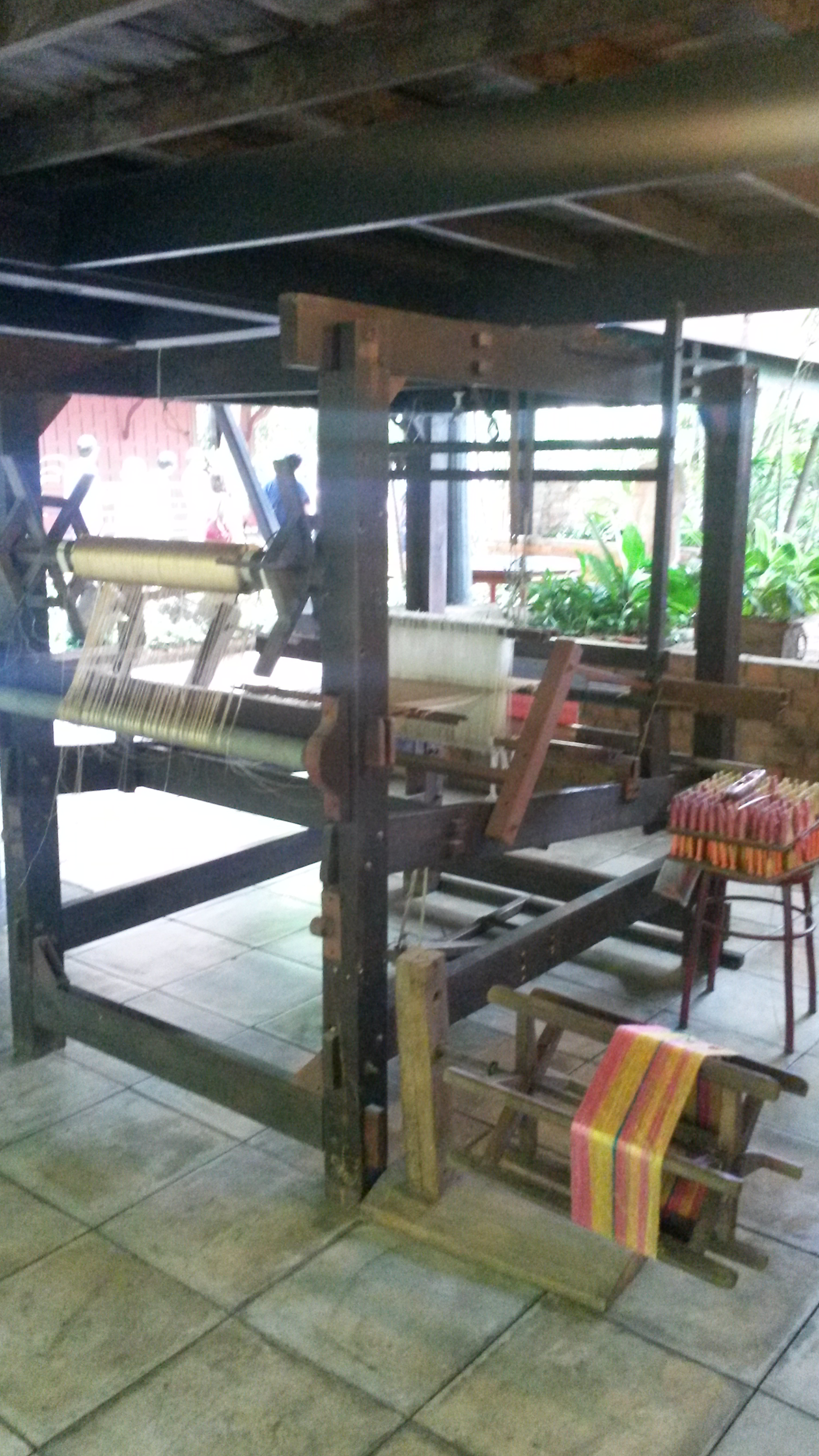
Métier à tisser la soie
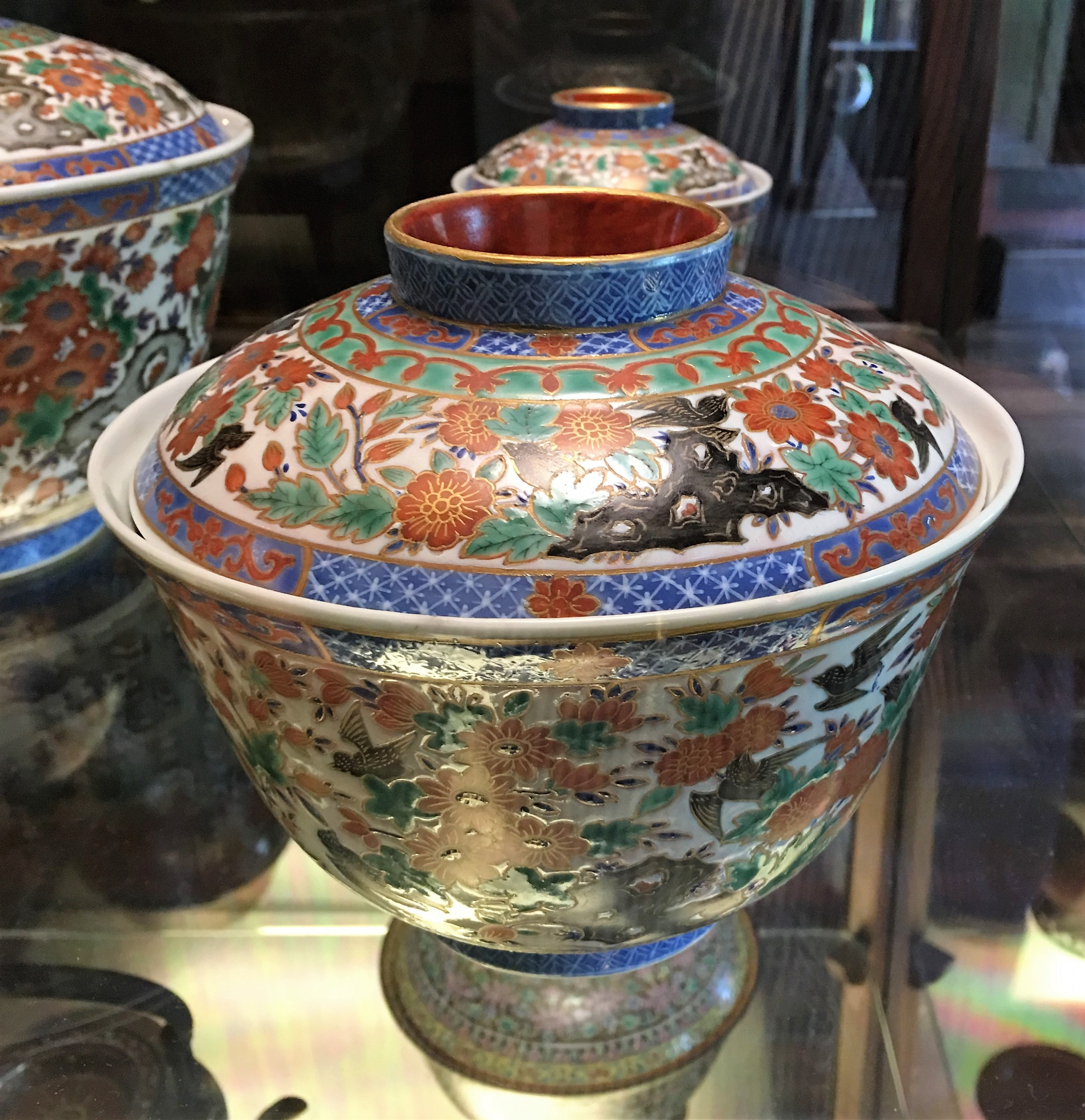
Céramique bencharong

Autres exemples d'architecture thaïe traditionnelle authentique à Bangkok
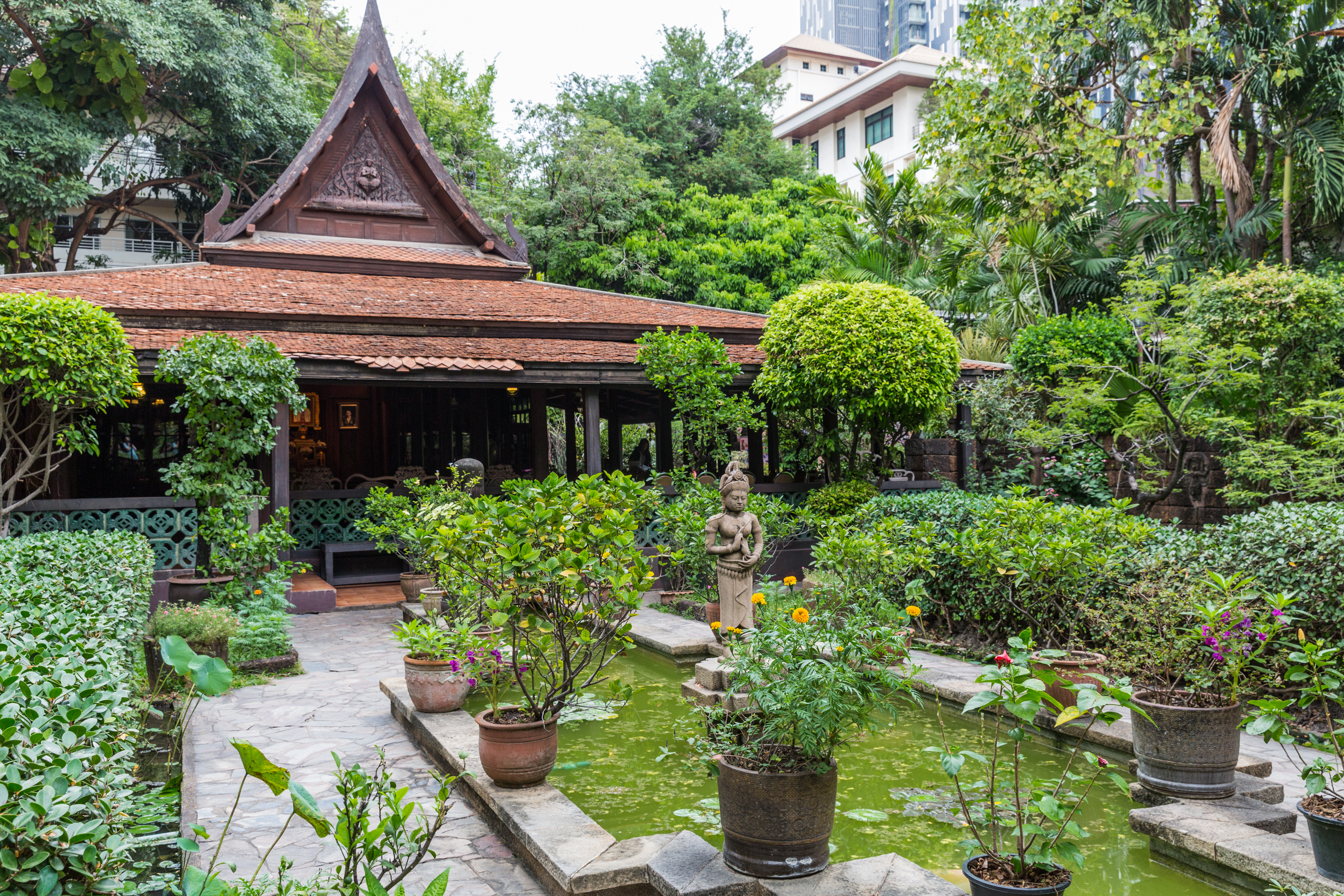
Résidence de Kukrit Pramoj, extérieur
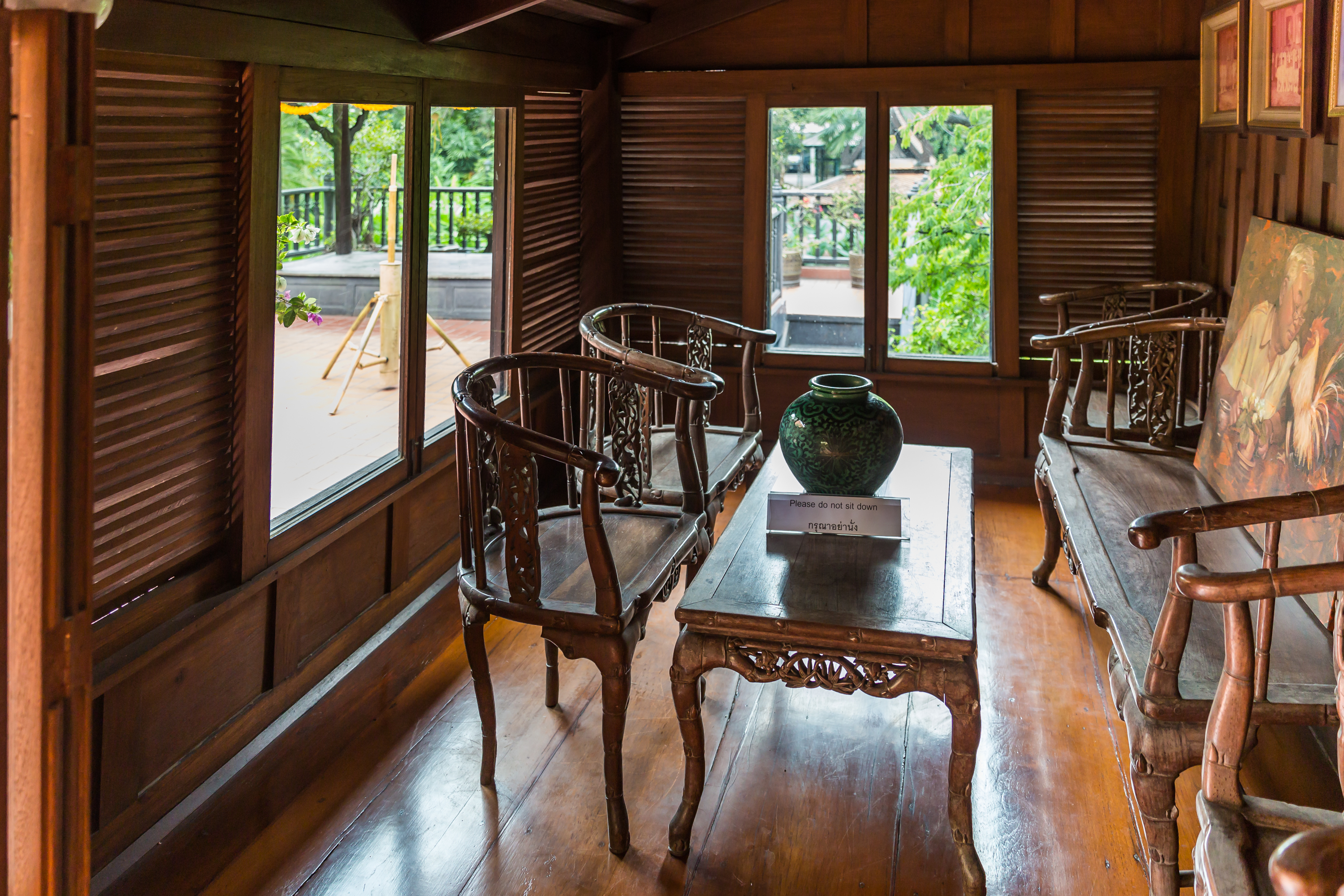
Résidence de Kukrit Pramoj, intérieur
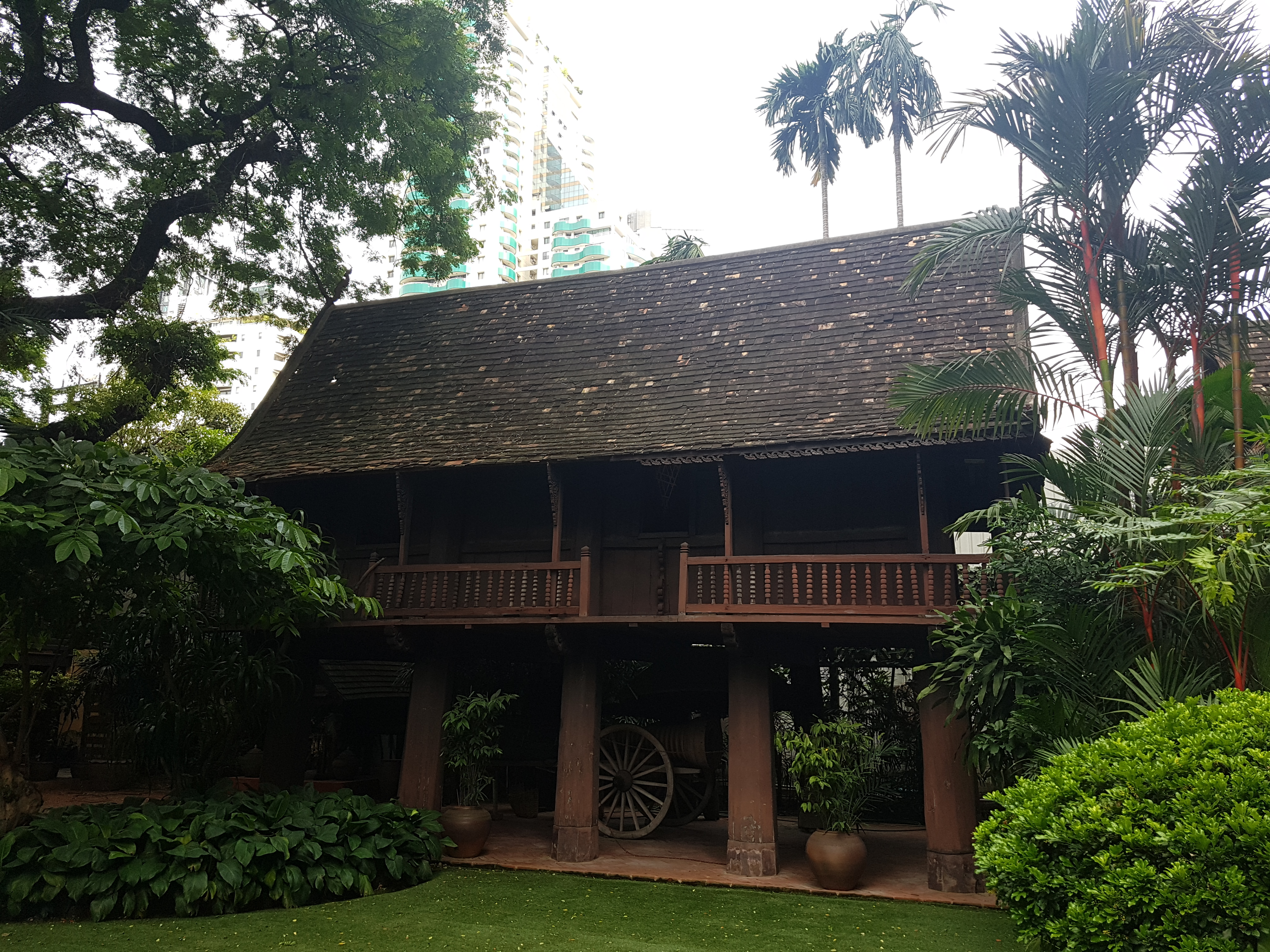
Kamthieng House Museum, Siam Society, extérieur
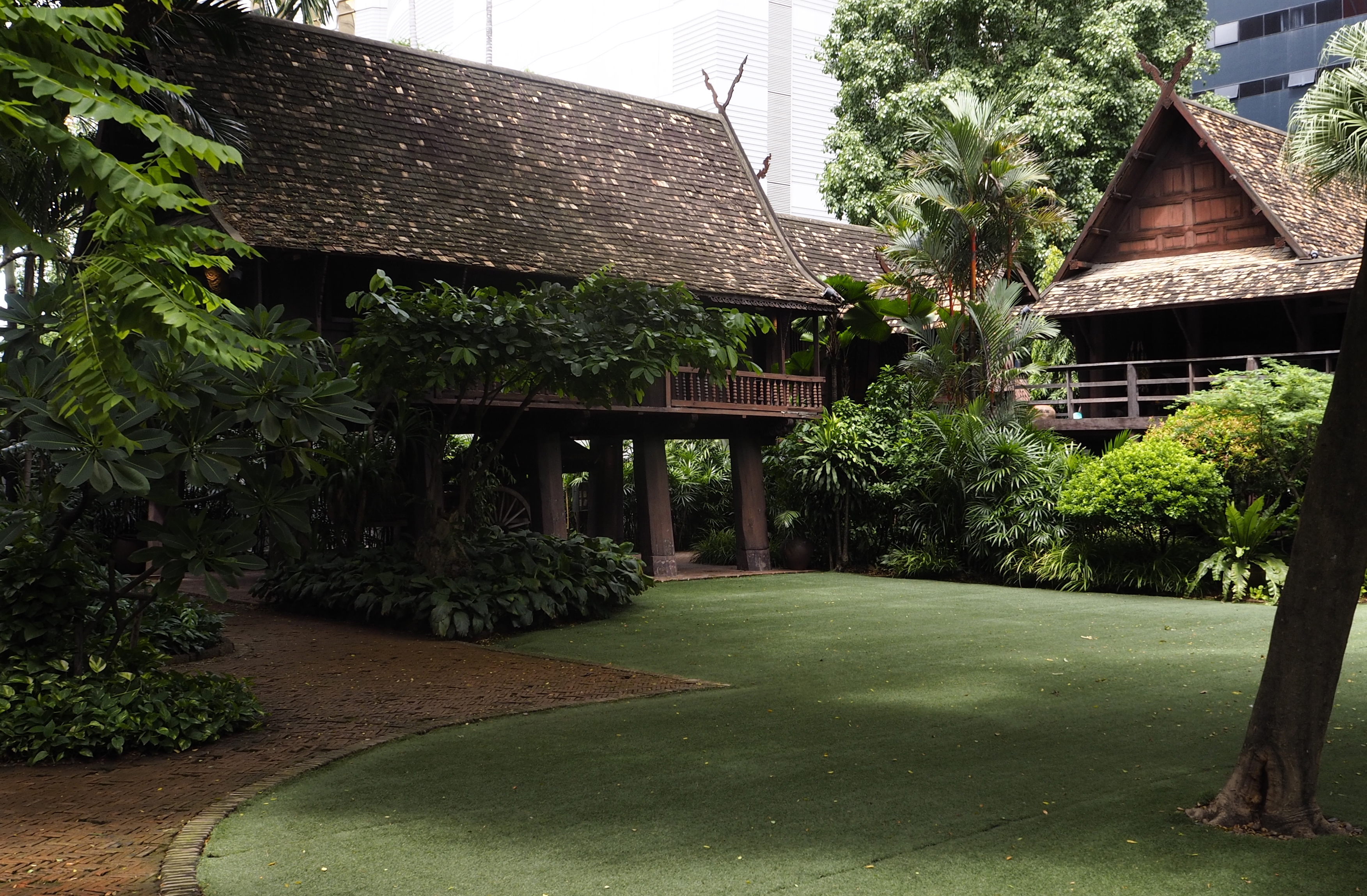
Kamthieng House Museum, Siam Society, extérieur
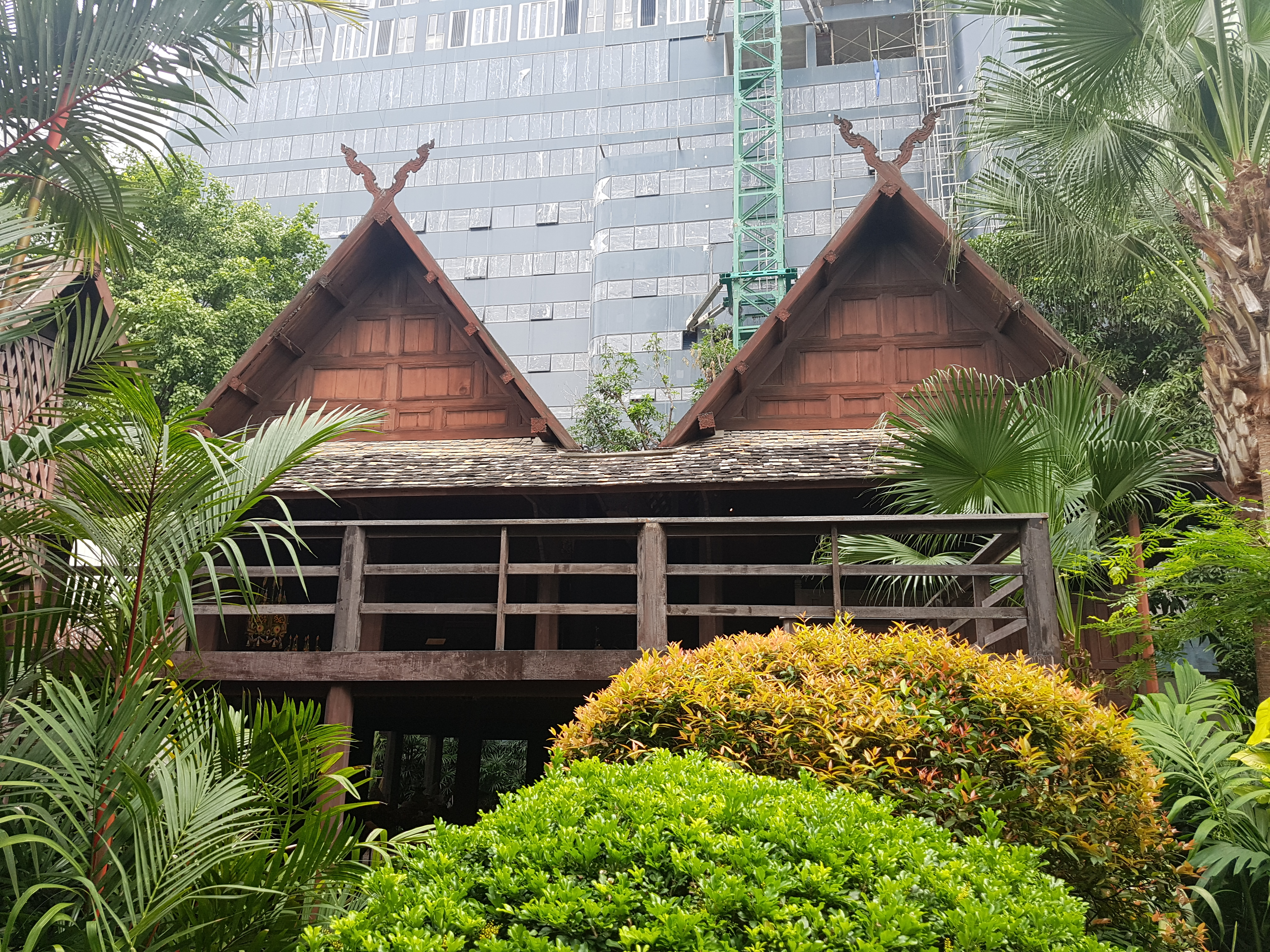
Kamthieng House Museum, Siam Society, extérieur
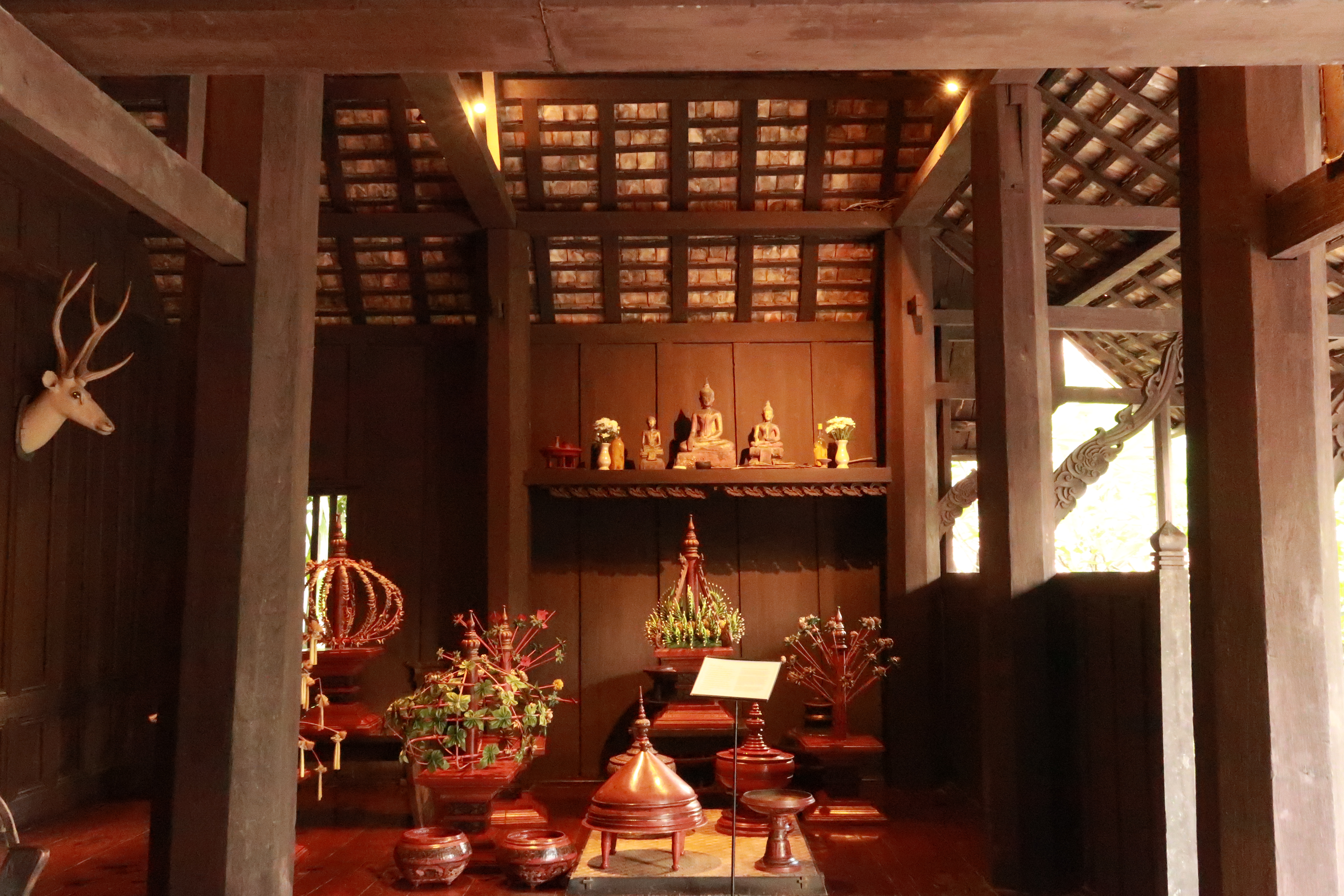
Kamthieng House Museum, Siam Society, intérieur